# Europawahl in Luxemburg 1984
- LSAP: 2
- DP: 1
- CSV: 3

Die Europawahl in Luxemburg 1984 war die zweite Direktwahl der Mitglieder des Europaparlaments. Sie fand am 17. Juni 1984 im Rahmen der EG-weit stattfindenden Europawahl 1984 statt. In Luxemburg wurden sechs der 410 Sitze im Europäischen Parlament nach dem D’Hondt-Verfahren vergeben. Gleichzeitig mit der Wahl fand die luxemburgischen Parlamentswahl statt.

## Ergebnis
Wie fünf Jahre zuvor wurde die christdemokratische CSV stärkste Partei und konnte sich drei Sitze sichern. Die sozialdemokratische LSAP erfuhr im Vergleich zu 1979 starke Zugewinne und zog damit an der liberalen DP vorbei. Damit entfielen auf die LSAP zwei und auf die DP ein Sitz. Andere Parteien erhielten keinen Sitz.
| Listen                                                | Listen                                             | Stimmen | %    | Mandate | +/- |
| ----------------------------------------------------- | -------------------------------------------------- | ------- | ---- | ------- | --- |
|                                                       | Chrëschtlech-Sozial Vollekspartei (CSV)            | 345.586 | 34,9 | 3       | ±0  |
|                                                       | Lëtzebuerger Sozialistesch Aarbechterpartei (LSAP) | 296.382 | 29,9 | 2       | +1  |
|                                                       | Demokratesch Partei (DP)                           | 218.481 | 22,1 | 1       | –1  |
|                                                       | Gréng Alternativ Partei (GAP)                      | 60.152  | 6,1  | –       | Neu |
|                                                       | Kommunistesch Partei Lëtzebuerg (KPL)              | 40.395  | 4,1  | –       | ±0  |
|                                                       | Parti Socialiste Indépendant (PSI)                 | 25.355  | 2,6  | –       | Neu |
|                                                       | Ligue communiste révolutionnaire (LCR)             | 3.791   | 0,4  | –       | ±0  |
| Gesamt                                                | Gesamt                                             | 990.142 | 100  | 6       | –   |
|                                                       |                                                    |         |      |         |     |
| Gültige Stimmzettel                                   | Gültige Stimmzettel                                | 173.888 | –    |         |     |
| Ungültige Stimmzettel                                 | Ungültige Stimmzettel                              | 17.714  | 9,2  |         |     |
| Wähler                                                | Wähler                                             | 191.602 | 88,8 |         |     |
| Wahlberechtigte                                       | Wahlberechtigte                                    | 215.792 |      |         |     |
|                                                       |                                                    |         |      |         |     |
| Quelle: Elections.public (élections 1979, 1984, 1989) |                                                    |         |      |         |     |

## Fraktionen im Europäischen Parlament
| Partei                         | Partei                                      | Mandate | Fraktion |
| ------------------------------ | ------------------------------------------- | ------- | -------- |
|                                | Chrëschtlech-Sozial Vollekspartei           | 3 / 6   | EVP      |
|                                | Lëtzebuerger Sozialistesch Aarbechterpartei | 2 / 6   | SOZ      |
|                                | Demokratesch Partei                         | 1 / 6   | LD       |
|                                |                                             |         |          |
| Quelle: Europäisches Parlament |                                             |         |          |